# Lisbet Kolding
Lisbet Kolding (* 6. April 1965 in Skælskør) ist eine ehemalige dänische Fußballspielerin.

## Karriere
Kolding spielte während ihrer gesamten Vereinskarriere in den Jahren 1985 bis 1996 bei Hjortshøj-Egaa Idrætsforening, einem Verein aus Aarhus. Am 15. März 1989 kam Kolding beim 3:2-Sieg über Italien zu ihrem ersten Einsatz für die dänische Nationalmannschaft. Im Jahr 1991 nahm die Mittelfeldspielerin an der Weltmeisterschaft teil, wo sie auf vier Einsätze kam. Kolding bestritt am 23. Juli 1996 bei der 1:5-Niederlage gegen China im Rahmen der Olympischen Sommerspiele ihr 66. und letztes Länderspiel; insgesamt erzielte sie sieben Treffer im Nationaldress.